# VC Haasrode Leuven
 (janvier 2016).
Le VC Haasrode Leuven est un club de volley-ball belge basé à Louvain, et qui évolue au plus haut niveau national (Eredivisie).

## Palmarès
Néant

## Effectif de la saison en cours
Entraîneur : Luc Gijbels  Belgique ; entraîneurs-adjoints : Gert Vandebroeck  Belgique et Roger Smout  Belgique
| Numéro | Nom              | Taille | Nationalité |
| 1      | Gert PALMERS     | 1,95   | Belgique    |
| 2      | David VERWIMP    | 1,86   | Belgique    |
| 3      | Bart VERHEYDEN   | 1,84   | Belgique    |
| 4      | G. VAN DEN EYNDE | 1,95   | Belgique    |
| 5      | Mano CLEYNHENS   | 2,05   | Belgique    |
| 6      | Pieter BAECK     | 1,95   | Belgique    |
| 7      | Simon NEERINCKX  | 1,93   | Belgique    |
| 8      | Ben SMEETS       | 1,87   | Belgique    |
| 9      | Kris EYCKMANS    | 1,94   | Belgique    |
| 10     | Jonas DEVROEY    | 1,80   | Belgique    |
| 12     | Tim STERKENS     | 2,00   | Belgique    |
| 13     | Tom DEGREEF      | 2,00   | Belgique    |
| 14     | Bert DERKONINGEN | 1,89   | Belgique    |